# جامع سراوان
جامع سراوان (بالفارسية: مسجد جامع سراوان) هو مسجد تاريخي يعود إلى عصر الإسلام المبكر، ويقع في مقاطعة سراوان.